# 勞爾·德托馬斯
劳尔·德托马斯·戈麦斯（西班牙語：Raúl de Tomás Gómez，發音：[raˈul de toˈmas ˈɣomeθ]；1994年10月17日—）是一名西班牙职业足球运动员，現效力於西甲球隊華歷簡奴，司職前鋒。西班牙國家足球隊成員。

## 俱乐部生涯
德托馬斯在皇家马德里足球俱乐部青年队开始踢球，只为皇家马德里足球俱乐部一线队替补出场过一次，但在租借到科尔多瓦足球俱乐部、皇家巴利亞多利德足球俱樂部和西班牙足球乙级联赛的巴列卡诺闪电时，他经常上场并取得进球，巴列卡诺闪电後來晋升到西班牙足球甲级联赛。2019年，他以2000万欧元的价格加盟西班牙足球甲级联赛，6个月后以同样的价格加盟皇家西班牙人體育俱樂部。2021年5月6日，德托馬斯感染2019冠狀病毒病，其後康復。
德托馬斯在西乙2020-21賽季打進了23個進球，並且是西乙的最佳射手，他是西班牙人在西乙一年後作為冠軍重返西甲的功臣之一。

## 国家队生涯
2021年11月，由於安蘇·法蒂受傷，德托馬斯首次被徵召到西班牙國家隊，備戰2022年世界盃外圍賽對希臘和瑞典的比賽。他在西班牙1:0小勝希臘的比賽中第一次代表西班牙隊出場。

## 榮譽

### 球會
西班牙人
- 西班牙足球乙级联赛冠軍：2020-21賽季[3]

### 個人
- 西班牙足球乙级联赛最佳射手：2020-21賽季[3]

## 外部連結
- Soccerway資料庫：勞爾·德托馬斯